# 크리스마스의기적:욜키1
크리스마스의기적:욜키1(Yolki)은 러시아 연방에서 제작된 티무르 베크맘베토브 감독의 2010년 코미디 영화이다. 드미트리 메드베데프 등이 주연으로 출연하였다.

## 출연

### 주연
- 드미트리 메드베데프
- 알리나 불린코
- 세르게이 포크호다에브